# Vittuone-Arluno
Vittuone-Arluno (włoski: Stazione di Vittuone-Arluno) – stacja kolejowa w Vittuone, w regionie Lombardia, we Włoszech. Znajdują się tu 2 perony.